# Operación Anubis
La operación Anubis fue una operación policial en la comunidad autónoma de Cataluña (España), iniciada el 20 de septiembre de 2017 por la Guardia Civil por orden de Juan Antonio Ramírez Sunyer, juez titular del juzgado de instrucción número 13 de Barcelona, con motivo de la celebración de un referéndum de independencia declarado ilegal por el Tribunal Constitucional. Se registraron diferentes sedes del gobierno catalán y se efectuaron 14 detenciones de altos cargos de la Generalidad de Cataluña y responsables de empresas colaboradoras en la preparación del referéndum. La Guardia Civil registró las consejerías de Economía, Gobernación, Relaciones Institucionales, Trabajo y Asuntos Sociales y dependencias vinculadas.
Multitudes de manifestantes se reunieron alrededor de las sedes de las consejerías catalanes, atendiendo un llamamiento hecho por Òmnium Cultural y ANC, para apoyar a los arrestados, protestar contra las búsquedas de material electoral. Alrededor de 40.000 manifestantes rodearon la sede de la Consejería de Economía y Hacienda, imposibilitando la salida de los agentes de la Guardia Civil; causando destrozos en tres vehículos de la Guardia Civil y dejando atrapados a varios agentes durante toda la noche dentro del edificio. El mayor de los Mozos de Escuadra Josep Lluís Trapero y la intendente Teresa Laplana han sido acusados de sedición por la jueza Carmen Lamela por su actuación.

## Antecedentes: las actuaciones del juzgado de instrucción número 13 de Barcelona

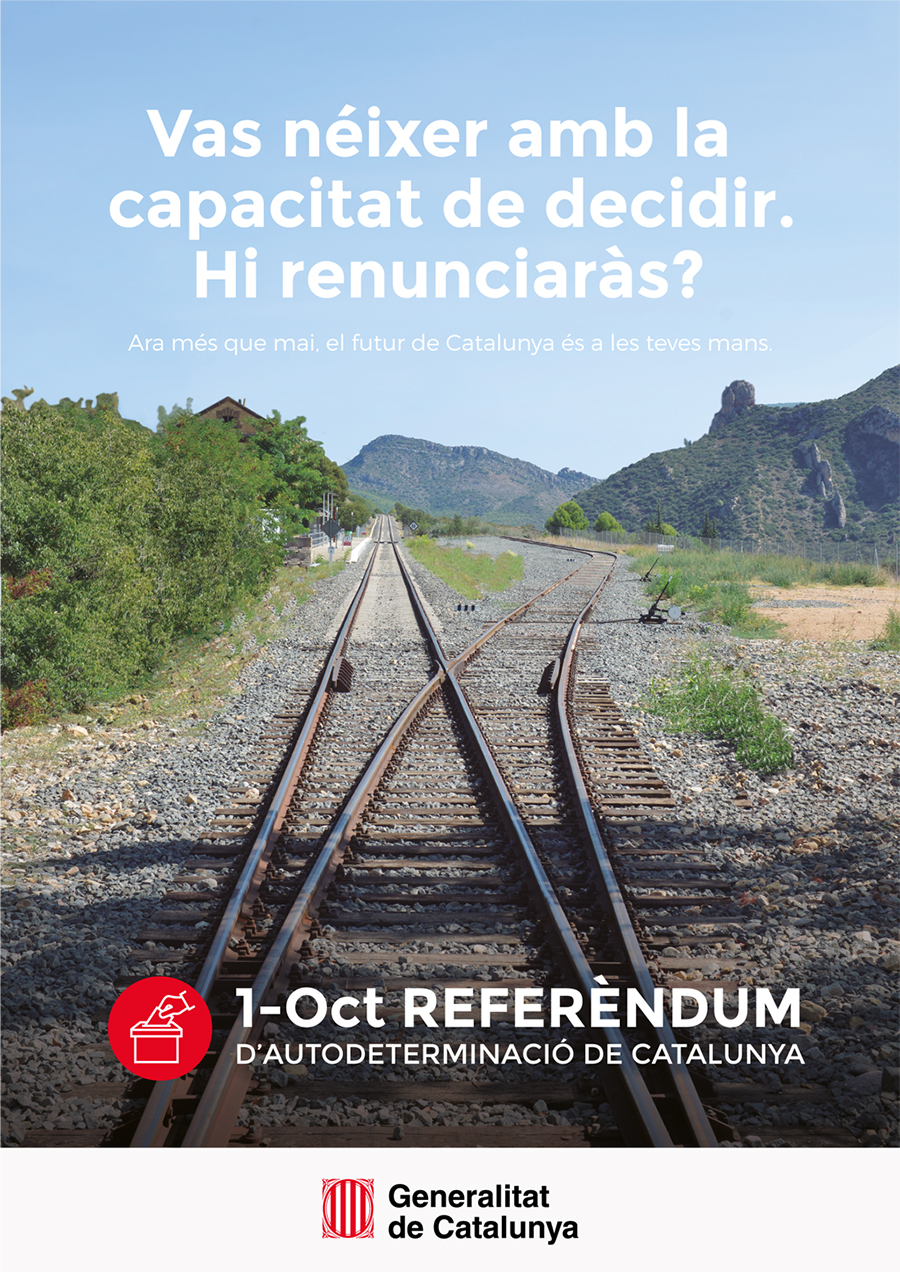
Cartel de propaganda del referéndum como los requisados por la Guardia Civil.

El juez Juan Antonio Ramírez Sunyer, titular del juzgado de instrucción número 13 de Barcelona, abrió una investigación a principios de 2017 por las revelaciones del exjuez Santiago Vidal en diversas conferencias pronunciadas por toda Cataluña sobre los preparativos para la independencia, algunos de los cuales podían constituir un delito, y por las que el exjuez acabó siendo investigado ―junto con otras personas, como el jurista Carles Viver Pi-Sunyer― lo que le obligó a dimitir como senador por Esquerra Republicana de Cataluña.
Tras la aprobación de la Ley del referéndum de autodeterminación de Cataluña el 6 de septiembre de 2017 el juez Ramírez Sunyer ordenó a la policía nacional y a la guardia civil que realizaron diversas actuaciones para impedir su celebración. La primera fue el registro el 8 de septiembre de una imprenta de Constantí (Tarragona) buscando las papeletas y otros materiales impresos que se emplearían en el referéndum, pero no encontraron nada. Con el mismo objetivo registraron al día siguiente la sede en Valls (Tarragona) del semanario ‘’El Vallenc’’ también sin resultado ―en esta ocasión hubo una concentración de rechazo al registro ante el edificio del semanario, protesta que se repetiría en otros lugares―. El día 15 de septiembre guardias civiles registraron cinco imprentas de Barcelona y otras localidades del área metropolitana en las que encontraron propaganda impresa del referéndum, al igual que en el registro de una imprenta de Moncada y Reixach dos días después. Más importante fue la incautación en la oficina de Unipost de Tarrasa el 19 de septiembre de las 45.000 notificaciones que iban dirigidas a los presidentes y vocales de las mesas electorales que habían sido nombrados por sorteo. Más tarde, ya en el marco de la Operación Anubis, las fuerzas del orden requisaron 10 millones de papeletas en Bigas (Barcelona) y el 28 de septiembre 2,5 millones más en Igualada. Paralelamente por orden de la magistrada del Tribunal Superior de Justicia de Cataluña Mercedes Armas Galve agentes de la Guardia Civil se personaron en las redacciones de los periódicos catalanes que habían publicado los anuncios de la campaña institucional del referéndum Vas néixer amb la capacitat de decidir. Hi renunciaràs? (‘Naciste con la capacidad de decidir. ¿Renunciarás a ello?’): concretamente las de El Punt Avui, el único editado en papel, y las de los digitales Nació Digital, El Nacional.cat, VilaWeb, Racó Català y Llibertat.cat.

## 20 de septiembre
El operativo policial más importante llevado a cabo por orden del Juez Ramírez Sunyer tuvo lugar el 20 de septiembre, día en el que se realizaron en Barcelona 41 registros de sedes oficiales de diversos departamentos de la Generalidad y durante los cuales fueron detenidas 14 personas, entre ellas varios altos cargos de la Consejería de Economía como Josep Maria Jové ―cuya vivienda particular también fue registrada; los agentes encontraron un informe titulado ‘’EnfoCATs’’ y una libreta Moleskine con anotaciones sobre diversas reuniones de los líderes del 'procés― y Josep Lluís Salvadó. Todas ellas fueron puestas en libertad en las siguientes 72 horas.
El operativo comenzó a primera hora de la mañana cuando varias unidades de la Guardia Civil se personaron en las sedes de las Consejerías de Economía, Gobernación, Relaciones Institucionales, Trabajo y Asuntos Sociales, así como en la Fundación Puntcat y en algunos domicilios particulares de técnicos y altos cargos del gobierno de Cataluña y en una nave industrial de Bigas. Los registros finalizaron y la Guardia Civil fue abandonando progresivamente los edificios, menos el de la Consejería de Economía, frente al que se habían concentrado miles de manifestantes.
En la misma mañana, miembros de la Policía Nacional se presentaron también ante la sede de la Candidatura d'Unitat Popular (CUP), en la calle Caspe de Barcelona. Dado que no presentaron ninguna orden judicial, miembros y simpatizantes del partido consiguieron impedir la entrada. El despliegue se mantuvo durante ocho horas y finalmente se marcharon sin hacer ninguna detención. También se hicieron registros en las dependencias del Instituto de Estudios del Autogobierno, dirigido por Carles Viver Pi-Sunyer, donde no se practicaron detenciones.

### Detenciones
La Guardia Civil detuvo a 14 personas, la mayoría altos cargos de la Generalidad de Cataluña:
- Josep Maria Jové, secretario general de la Vicepresidencia y de Economía y Hacienda.
- Josep Lluís Salvadó, secretario de Hacienda.
- David Franco, jefe de desarrollo del área de Tecnologías de la Información y las Comunicaciones.
- David Palanques, oficina técnica de proyectos del Departamento de Trabajo y Asuntos Sociales.
- Josuè Sellent Rivas, director de estrategia e innovación del CTTI.
- Xavier Puig Farré, responsable del área de Tecnologías de la Información y las Comunicaciones del departamento de Relaciones Institucionales.
- Joan Manel Gómez, jefe de área del Consorcio Administració Oberta de Cataluña.
- Francesc Sutrias, director del departamento de Patrimonio.
- Joan Ignasi Sánchez, asesor del gabinete de la consejera de Gobernación.
- Natàlia Chaparral, directora de servicios de la Vicepresidencia.
- Josep Masoliver, director del área de información y sistemas de la Fundación puntCat.
- Mercè Martinez Martos, técnica del departamento de Vicepresidencia.
- Rosa María Rodríguez Curto, directora de servicios de la empresa T-Systems.
- Pau Furriol, empresario y propietario de una nave industrial.

### Movilizaciones ciudadanas
En cuanto se conoció la noticia de las detenciones se produjeron concentraciones en las sedes de las consejerías donde se estaban llevando a cabo los registros. La más numerosa fue la que se reunió frente al edificio que alberga la Consejería de Economía, sita en la confluencia de la Rambla de Cataluña con la Gran Vía de las Cortes Catalanas. Allí se empezaron a oír gritos de "Els carrers seran sempre nostres" (‘Las calles serán siempre nuestras’). "Ni un pas enrere" (‘Ni un paso atrás’), se gritó. Los tres coches patrulla de la guardia civil aparcados en la puerta fueron destrozados y se adhirieron sobre ellos numerosas pegatinas reivindicativas, además de colgar en las ventanas alguna estelada. Entonces hicieron acto de presencia en la concentración Jordi Sánchez y Jordi Cuixart dirigiéndose a la gente congregada con un megáfono desde lo alto de los coches patrulla destrozados. Entrada la noche les pidieron que se marcharan a casa para preparar la acampada-manifestación delante del Tribunal Superior de Justicia de Cataluña que estaba prevista para el día siguiente para pedir la libertad de los detenidos. A partir de las doce de la noche aparecieron los antidisturbios de los Mozos de Escuadra para permitir la salida de los guardias civiles y de la secretaria judicial pero la misma no se produjo hasta las cuatro de la madrugada cuando ya el número de concentrados había disminuido considerablemente.
La multitud reunida en torno a la Consejería de Economía fue de aproximadamente 40.000 personas, que impidieron la salida de los agentes de la Guardia Civil. Los agentes de la Guardia Civil acorralados en el edificio hicieron seis llamadas de auxilio a la policía autonómica de Cataluña, los Mozos de Escuadra, que no recibieron respuesta. La primera solicitud de ayuda fue a las 9:14 a. m. con el mensaje: "Urgente: solicitud de apoyo a los Mossos". En cuanto llegaron las primeras noticias de las detenciones de altos cargos las entidades independentistas habían hecho un llamamiento a la movilización ante los edificios donde se hacían los registros.
En otras ciudades españolas también se produjeron concentraciones de rechazo.
En el Liceo de Barcelona el público cantó Els Segadors y se gritaron consignas a favor del referéndum antes de la representación de El viaje a Reims.

## 21 de septiembre
El día 21 de septiembre, día siguiente de las detenciones, se convocó una concentración ante el Tribunal Superior de Justicia de Cataluña para reclamar la liberación de todas las personas detenidas. Las entidades independentistas Asamblea Nacional Catalana y Òmnium Cultural hicieron un llamamiento a la movilización permanente para defender las instituciones de Cataluña. Al acto asistieron miles de personas e intervinieron Jordi Sànchez i Picanyol (ERC), Jordi Cuixart (ERC), Carme Forcadell (PDeCAT) o Albano Dante Fachin (Podem), entre otras personalidades. 
Colectivos de estudiantes universitarios abandonaron las aulas y cortaron la avenida Diagonal de Barcelona y se dirigieron hasta el Arco del Triunfo. En la Universidad Autónoma de Barcelona también se organizó un acto de protesta.
Por otra parte, ante el cuartel de la Guardia Civil de Gràcia se produjo una concentración a favor de la Guardia Civil, donde unas 150 personas cantaron reclamos como España una y no cincuenta y una, No votaréis, Que no nos engañen Cataluña es España o Viva la Guardia Civil.

## Reacciones

### Reacciones institucionales
A las pocas horas de iniciarse los registros, el presidente de la Generalidad Carles Puigdemont convocó una reunión de Gobierno extraordinaria. Al finalizar la reunión hubo una comparecencia del Gobierno en pleno. En esta comparecencia Puigdemont denunció que el Estado español había declarado un "estado de excepción de facto" en Cataluña; también declaró que el referéndum del 1 de octubre seguía convocado.
El presidente del Gobierno Mariano Rajoy compareció a las 21.00 para hacer una declaración institucional. En la misma justificó la operación policial a iniciativa de un juez para hacer cumplir el estado de derecho. Hizo énfasis en la independencia judicial y volvió a calificar el referéndum de ilegal, prometiendo responder a toda vulneración de la legalidad que se produjera en Cataluña. El mismo día por la tarde, el ministro de Hacienda Cristóbal Montoro afirmaba en el Congreso de los Diputados que su Ministerio asumiría el control del gasto de la Generalidad de Cataluña para impedir que se gastara dinero público en un referéndeum ilegal.
Al día siguiente día 21 de septiembre, miembros de los grupos parlamentarios en el Congreso de los Diputados Podemos, PDeCAT, Compromís, IU, PNV y Bildu se solidarizaron con la petición de ERC de liberar a todos los detenidos.

### Reacciones en el extranjero
Miembros de la Cámara de los Lores y de los Comunes del parlamento británico reclamaron al ejecutivo de Mariano Rajoy que no pusiera más obstáculos a la celebración del referéndum del 1 de octubre en una carta abierta. Los firmantes son miembros del grupo de discusión sobre Cataluña en Westminster.
El jueves 21 de septiembre en una intervención al Parlamento Escocés, la primera ministra Nicola Sturgeon ha afirmado que "preocupa en todas partes" que el Estado español "niegue el derecho de un pueblo a expresar democráticamente su voluntad".

### Otras reacciones
El F. C. Barcelona emitió un comunicado vía Twitter que condena unas acciones que, dice, atentan contra los derechos de la nación catalana, la democracia, la libertad de expresión y el derecho a decidir. El Girona Futbol Club también emitió un comunicado de condena. El RCD Espanyol publicó también una nota de prensa.

## Procesamientos y encarcelamientos por los hechos del 20 de septiembre
El 22 de septiembre la Fiscalía de la Audiencia Nacional interpuso una querella contra Jordi Sánchez y Jordi Cuixart en la que los hacía máximos responsables de lo ocurrido en la Consejería de Economía y en sus alrededores. Según la querella habían impedido la actuación de la justicia promoviendo una movilización «tumultuaria» por lo que eran acusados del delito de sedición. Más tarde también se incluyó en la querella al mayor (Josep Lluís Trapero) y a la intendente en Barcelona (Teresa Laplana) de los Mozos de Escuadra. El 16 de octubre Sánchez y Cuixart tuvieron que declarar ante la jueza de la Audiencia Nacional Carmen Lamela quien decretó para ellos prisión preventiva sin fianza, siendo enviados a la cárcel de Soto del Real de Madrid ―el ‘major’ Trapero, que también declaró ese día, fue en cambio dejado en libertad con cargos―. En el auto la jueza argumentó: «Nunca utilizaron el control que tenían para desconvocar o diluir una concentración que habían convocado y que estaba coaccionando e impidiendo a los agentes investigadores cumplir las órdenes del juez».
El 17 de octubre, al día siguiente de la entrada en prisión de los Jordis, tuvo lugar una gran concentración con velas en la avenida Diagonal de Barcelona en señal de protesta por su encarcelamiento.